# Silvina Ocampos
Silvina Ocampos (* 10. Mai 1996) ist eine argentinische Leichtathletin, die sich auf den Dreisprung spezialisiert hat.

## Sportliche Laufbahn
Erste internationale Erfahrungen sammelte Silvina Ocampos im Jahr 2021, als sie bei den Südamerikameisterschaften in Guayaquil mit einer Weite von 12,72 m den siebten Platz im Dreisprung belegte.
In den Jahren von 2019 bis 2021 wurde Ocampos argentinische Meisterin im Dreisprung.

## Persönliche Bestleistungen
- Dreisprung: 12,99 m (+1,1 m/s), 21. März 2021 in Mar del Plata